# 3. петровачка лака пјешадијска бригада
Трећа петровачка лака пјешадијска бригада је била пјешадијска јединица Војске Републике Српске, у саставу Другог крајишког корпуса. Зона одговорности ове јединице је била територија општине Петровац, која је у периоду Одбрамбено-отаџбинског рата била у саставу Републике Српске.

## Састав и наоружање
Бригада је попуњена људством Територијалне одбране општине Босански Петровац. Током 1992. имала је 2.100 бораца, а од јединица три лака пешадијска батаљона, хаубичку артиљеријску батерију 122 mm (са једним вишецевним бацачем ракета „Пламен”), лаку артиљеријску батерију ПВО (четири ПАТ 20/3 mm, један топ 40 mm и одељење стрела 2 М), инжењеријску чету, тенковски вод (три тенка) и позадинску чету.

## Ратни пут
У јесен 1991. године на територији Босне и Херцеговине се формирају Српске аутономне области. Једна од њих је била и САО Босанска Крајина. САО Босанска Крајина се формирала у лето и јесен 1991. Њен циљ, као и циљ осталих Српских аутономних области у СР БиХ, је био да окупи предјеле у којима већински живе Срби, да их организује и да тако спријечи евентуалну независност БиХ. Током маја мјесеца 1992. године у Петровцу је, у саставу Другог крајишког корпуса, формирана 3. петровачка лака пјешадијска бригада, чија зона одговорности су биле границе општине Петровац.
Од почетног периода борбених дејстава (јун 1992. године) до почетка децембра 1994. године, бригада је била ангажована на грмушко-грабешком делу бихаћког фронта: с. Грмуша (на кањону Уне) – с. Бркићи – Узелчева главица (тт 466) – Алибеговића коса (Вршак тт 600 – Хасин врх тт 625) – Окланак.
Бригада је поражена у нападу Армије Републике Босне и Херцеговине у октобру 1994, када је изгубила своју зону одговорности. Наредног месеца, у противудару Војске Републике Српске бригада је била у резерви главних снага у рејону села Врањска, Велики и Мали Радић, где је дала значајан допринос одбрани Крупе на Уни од муслиманских напада од 1. до 10. новембра. У другој етапи противудара јединица је уведена у напад на правцу с. Баљевац – с. Ведро Поље – Бихаћ.
Са отпочињањем напада Хрватске на Републику Српску у операцији Зима, бригада је пребачена са бихаћког фронта на Динару почетком децембра 1994. Наредних девет месеци, до половине септембра 1995, јединица је учествовала у одбрани на правцу Динара – Грахово – Дрвар – Петровац када је потиснута са своје зоне одговорности у нападу АРБиХ у операцији Сана.
После повлачења са матичне територије и опоравка на Мањачи у селу Хан Кола, бригада је упућена у одбрану правца Нови Град – Крупа на Уни, где је дочекала крај рата у БиХ.

## Губици
У току рата погинуло је 257, нестало шест и рањено 836 припадника бригаде.

## Послератни период
Бригада је расформирана маја месеца 1996. у оквиру реорганизације Војске Републике Српске.

## Дан бригаде
Током маја мјесеца сваке године, у Дринићу, сједишту општине Петровац, обиљежавају се дани 3. петровачке лаке пјешадијске бригаде, у организацији мјесне канцеларије Борачке организације и општине Петровац.